# Andreas Chrysostomou
Andreas Chrysostomou (in greco Ανδρέας Χρυσοστόμου?; Nicosia, 14 gennaio 2001) è un calciatore cipriota, centrocampista dell'Anorthōsis e della nazionale cipriota.

## Carriera

### Club
Chrysostomou ha iniziato a giocare a calcio nel settore giovanile dell'Anorthōsis. Nel gennaio del 2018 è stato acquistato dall'Inter dove ha giocato per una stagione e mezza nell'Under-17 prima di passare a titolo definitivo alla Sampdoria, che lo ha assegnato alla formazione Primavera.
Nel 2022 ha fatto ritorno all'Anorthōsis dove ha debuttato il 13 luglio 2021 nell'incontro di Supercoppa di Cipro perso ai rigori contro l'Omonia, nel quale aveva segnato la rete dell'1-1.

### Nazionale
Ha giocato nelle nazionali giovanili cipriote Under-17, Under-19 ed Under-21.
Ha debuttato con la nazionale maggiore cipriota il 25 marzo 2024 nell'incontro amichevole perso 1-0 contro la Serbia.

## Statistiche

### Presenze e reti nei club
Statistiche aggiornate al 6 settembre 2024
| Stagione        | Squadra         | Campionato      | Campionato | Campionato | Coppe nazionali | Coppe nazionali | Coppe nazionali | Coppe continentali | Coppe continentali | Coppe continentali | Altre coppe | Altre coppe | Altre coppe | Totale | Totale | Totale |
| Stagione        | Squadra         | Comp            | Pres       | Reti       | Comp            | Pres            | Reti            | Comp               | Pres               | Reti               | Comp        | Pres        | Reti        | Pres   | Reti   |        |
| --------------- | --------------- | --------------- | ---------- | ---------- | --------------- | --------------- | --------------- | ------------------ | ------------------ | ------------------ | ----------- | ----------- | ----------- | ------ | ------ | ------ |
| 2021-2022       | Anorthōsis      | A               | 19         | 2          | CC              | 4               | 0               | UEL+UECL           | 1+3                | 0                  | SC          | 1           | 0           | 28     | 2      |        |
| 2022-2023       | Anorthōsis      | A               | 11         | 1          | CC              | 0               | 0               | -                  | -                  | -                  | -           | -           | -           | 11     | 1      |        |
| 2023-2024       | Anorthōsis      | A               | 21         | 0          | CC              | 1               | 0               | -                  | -                  | -                  | -           | -           | -           | 22     | 0      |        |
| 2024-2025       | Anorthōsis      | A               | 2          | 0          | CC              | 0               | 0               | -                  | -                  | -                  | -           | -           | -           | 2      | 0      |        |
| Totale carriera | Totale carriera | Totale carriera | 53         | 3          |                 | 1               | 0               |                    | 4                  | 0                  |             | 1           | 0           | 59     | 2      |        |

### Cronologia presenze e reti in nazionale
| Cronologia completa delle presenze e delle reti in nazionale ― Cipro | Cronologia completa delle presenze e delle reti in nazionale ― Cipro | Cronologia completa delle presenze e delle reti in nazionale ― Cipro | Cronologia completa delle presenze e delle reti in nazionale ― Cipro | Cronologia completa delle presenze e delle reti in nazionale ― Cipro | Cronologia completa delle presenze e delle reti in nazionale ― Cipro | Cronologia completa delle presenze e delle reti in nazionale ― Cipro | Cronologia completa delle presenze e delle reti in nazionale ― Cipro |
| Data                                                                 | Città                                                                | In casa                                                              | Risultato                                                            | Ospiti                                                               | Competizione                                                         | Reti                                                                 | Note                                                                 |
| -------------------------------------------------------------------- | -------------------------------------------------------------------- | -------------------------------------------------------------------- | -------------------------------------------------------------------- | -------------------------------------------------------------------- | -------------------------------------------------------------------- | -------------------------------------------------------------------- | -------------------------------------------------------------------- |
| 25-3-2024                                                            | Larnaca                                                              | Cipro                                                                | 0 – 1                                                                | Serbia                                                               | Amichevole                                                           | -                                                                    | 83’                                                                  |
| 8-6-2024                                                             | Chișinău                                                             | Moldavia                                                             | 3 – 2                                                                | Cipro                                                                | Amichevole                                                           | -                                                                    | 54’                                                                  |
| 11-6-2024                                                            | Serravalle                                                           | San Marino                                                           | 1 – 4                                                                | Cipro                                                                | Amichevole                                                           | -                                                                    | 62’                                                                  |
| 6-9-2024                                                             | Marijampolė                                                          | Lettonia                                                             | 0 – 1                                                                | Cipro                                                                | UEFA Nations League 2024-2025 - 1º turno                             | -                                                                    | 65’ 69’                                                              |
| Totale                                                               |                                                                      | Presenze                                                             | 4                                                                    |                                                                      | Reti                                                                 | 0                                                                    |                                                                      |